# Protocollo di Nagoya
     Parti che hanno firmato e ratificato il Protocollo
     Parti che hanno firmato ma non ratificato
     Non hanno firmato ma sono nella Convenzione
     Non hanno firmato e non sono nella Convenzione

Parti che hanno firmato e ratificato il Protocollo
Parti che hanno firmato ma non ratificato
Non hanno firmato ma sono nella Convenzione
Non hanno firmato e non sono nella Convenzione

Il Protocollo di Nagoya sull'accesso alle risorse genetiche e l'equa condivisione dei benefici derivanti dal loro utilizzo (Nagoya Protocol on Access to Genetic Resources and the Fair and Equitable Sharing of Benefits Arising from their Utilization to the Convention on Biological Diversity), conosciuto anche come Protocollo di Nagoya (ABS) è un accordo supplementare del 2010 alla Convenzione sulla diversità biologica (CBD) del 1992.
Il suo scopo è l'attuazione di uno dei tre obiettivi della Convenzione: la condivisione giusta ed equa dei benefici derivanti dall'utilizzo delle risorse genetiche, contribuendo così alla conservazione e all'uso sostenibile della biodiversità.
Il Protocollo è stato approvato il 29 ottobre 2010 nella città giapponese di Nagoya ed è entrato in vigore il 12 ottobre 2014. Alla data del 22 aprile 2022 è stato ratificato da 137 paesi (compresa l'Unione europea).

## Obiettivi
Il Protocollo di Nagoya si applica alle risorse genetiche coperte dalla CBD e ai benefici derivanti dal loro utilizzo. Il Protocollo copre anche le conoscenze tradizionali associate alle risorse genetiche coperte dalla CBD e i vantaggi derivanti dal suo utilizzo.
Il suo scopo è l'attuazione di uno dei tre obiettivi della Convenzione: la condivisione giusta ed equa dei benefici derivanti dall'utilizzo delle risorse genetiche, contribuendo così alla conservazione e all'uso sostenibile della biodiversità.

## Approvazione e ratifica
Il Protocollo è stato approvato il 29 ottobre 2010 nella città giapponese di Nagoya alla 10ª Conferenza delle parti della Convenzione sulla diversità biologica ed è entrata in vigore il 12 ottobre 2014. Alla data del 22 aprile 2022 è stato ratificato da 137 paesi (compresa l'Unione europea).

## Impegni
Il Protocollo di Nagoya stabilisce l'impegno per le parti contraenti di adottare misure in relazione all'accesso alle risorse genetiche, alla condivisione dei benefici e alla conformità.

### Obblighi di accesso
Le misure di accesso a livello nazionale alle risorse genetiche sono le seguenti:
- creare certezza, chiarezza e trasparenza del diritto;
- fornire regole e procedure eque e non arbitrarie;
- stabilire regole e procedure chiare per il preventivo consenso informato e termini concordati di comune accordo;
- prevedere il rilascio di un permesso o equivalente al momento della concessione dell'accesso;
- creare le condizioni per promuovere e incoraggiare la ricerca che contribuisce alla conservazione della biodiversità e all'uso sostenibile;
- prestare la dovuta attenzione ai casi di emergenze presenti o imminenti che minacciano la salute umana, animale o vegetale;
- considerare l'importanza delle risorse genetiche per l'alimentazione e l'agricoltura per la sicurezza alimentare.

### Obblighi di ripartizione dei benefici
Le misure di condivisione dei benefici a livello nazionale devono prevedere la condivisione giusta ed equa dei benefici derivanti dall'utilizzo delle risorse genetiche con la parte contraente che fornisce le risorse genetiche. L'utilizzo comprende la ricerca e lo sviluppo sulla composizione genetica o biochimica delle risorse genetiche, nonché le successive applicazioni e la commercializzazione. La condivisione è soggetta a condizioni concordate. I vantaggi possono essere monetari o non monetari, come le royalty e la condivisione dei risultati della ricerca.

### Obblighi di conformità
Gli obblighi specifici a sostegno del rispetto delle leggi nazionali e dei requisiti normativi della parte contraente che fornisce le risorse genetiche e gli obblighi contrattuali che si riflettono in termini reciprocamente concordati costituiscono una significativa innovazione del Protocollo di Nagoya. Le parti contraenti devono:
- adottare misure a condizione che le risorse genetiche utilizzate nell'ambito della loro giurisdizione siano state accessibili in conformità con il previo consenso informato e che siano stati stabiliti termini concordati, come richiesto da un'altra parte contraente;
- cooperare nei casi di presunta violazione dei requisiti di un'altra parte contraente;
- incoraggiare le disposizioni contrattuali sulla risoluzione delle controversie in termini concordati;
- garantire che sia disponibile la possibilità di ricorrere ai loro sistemi legali quando le controversie sorgono su termini reciprocamente concordati;
- adottare misure relative all'accesso alla giustizia;
- adottare misure per monitorare l'uso delle risorse genetiche, compresa la designazione di punti di controllo efficaci in qualsiasi fase della catena del valore: ricerca, sviluppo, innovazione, pre-commercializzazione o commercializzazione.

## Attuazione
Il successo del Protocollo di Nagoya richiederà un'attuazione efficace a livello nazionale. Una serie di strumenti e meccanismi forniti dal Protocollo di Nagoya assisterà le parti contraenti, tra cui:
- istituire punti focali nazionali (NFP) e autorità nazionali competenti (CNA) per fungere da punti di contatto per informazioni, fornire l'accesso o collaborare su questioni di conformità;
- un centro di compensazione per la condivisione di accessi e vantaggi per condividere informazioni, come i requisiti normativi nazionali sul Protocollo o le informazioni su NFP e CNA;
- potenziamento delle capacità per sostenere gli elementi chiave dell'attuazione.

Sulla base dell'autovalutazione dei bisogni e delle priorità nazionali da parte di ogni paese, il rafforzamento delle capacità può aiutare a:
- sviluppare la legislazione nazionale sull'accesso e la condivisione dei benefici per attuare il Protocollo di Nagoya;
- negoziare i termini concordati;
- sviluppare capacità e istituzioni di ricerca in ogni paese;
- aumentare la consapevolezza;
- trasferimento di tecnologia;
- sostegno finanziario mirato, per il rafforzamento delle capacità e lo sviluppo di iniziative, attraverso il meccanismo finanziario del Fondo mondiale per l'ambiente.[6]

## Rapporti con altri accordi internazionali
Un numero crescente di Aree di commercio preferenziale (APT) include disposizioni relative all'accesso alle risorse genetiche o alla condivisione dei benefici che derivano dal loro utilizzo. Infatti, alcuni recenti accordi commerciali, originati in particolare dai paesi dell'America Latina, prevedono misure specifiche volte a facilitare l'attuazione delle disposizioni contenute nel Protocollo di Nagoya, comprese le misure relative all'assistenza tecnica, alla trasparenza e alla risoluzione delle controversie.

## Limiti e critiche
Oltre al fatto che alcuni Paesi non hanno aderito al Protocollo (tra questi gli Stati Uniti d'America), la scarsa conoscenza del patrimonio genetico, la difficoltà di contare o stimare il loro valore economico reale o potenziale rende difficili alcune applicazioni del Protocollo.
Stanno emergendo tecnologie che facilitano e accelerano lo sviluppo della biologia sintetica o la creazione di geni completamente nuovi o di trarre ispirazione da geni esistenti senza copiarli, il che potrebbe aprire le porte alla biopirateria, che consiste nello sfruttamento delle risorse biologiche o le conoscenze dei popoli indigeni senza condividerne i benefici economici.
Si teme che la burocrazia e le leggi nazionali danneggeranno il monitoraggio e la raccolta della biodiversità, la conservazione, la risposta internazionale alle malattie infettive e la ricerca.

## Pubblicazioni
- (EN) Secretariat of the Convention on Biological Diversity, Nagoya Protocol on Access to Genetic Resources and the Fair and Equitable Sharing of Benefits Arising from their Utilization to the Convention on Biological Diversity: Text and annex (PDF), Montreal, Convention on Biological Diversity, 2011.
- PROTOCOLLO DI NAGOYA alla Convenzione sulla diversità biologica relativa all’accesso alle risorse genetiche e alla giusta ed equa ripartizione dei benefici derivanti dalla loro utilizzazione (PDF), in Gazzetta Ufficiale dell'Unione Europea, n. 150, 20 maggio 2014,  pp. 234-249.
- Mery Ciacci, Anna Maria Maggiore, Valentina Mauriello, Nicoletta Tartaglini, Valentina Veneroso, Il Protocollo di Nagoya e le risorse genetiche: accesso, utilizzo e ripartizione dei benefici (PDF), Roma, Ministero dell'ambiente e della tutela del territorio e del mare, febbraio 2016.